# Anisodes stricticata
Anisodes stricticata là một loài bướm đêm trong họ Geometridae.